# Katie Ormerod
Katie Ormerod (* 25. August 1997 in Brighouse) ist eine britische Snowboarderin. Sie startet in den Freestyledisziplinen.

## Werdegang
Ormerod nimmt seit 2006 an Wettbewerben der Ticket to Ride World Snowboard Tour teil. Dabei trat sie bis 2011 vorwiegend bei nationalen Wettbewerben an. In der Saison 2008/09 kam sie im Slopestyle bei der Burton AM Tour in Bispingen auf den dritten Platz, in Val Senales auf den zweiten Platz und in Castleford auf den ersten Platz. Im Januar 2011 wurde sie bei den Burton European Junior Open in Laax Zweite im Slopestyle. Im folgenden Jahr belegte sie bei den Burton European Junior Open in Laax den dritten Platz im Slopestyle und den zweiten Rang auf der Halfpipe. Ihr Weltcupdebüt hatte sie im Januar 2013 in Copper Mountain, welches sie auf dem 43. Platz im Slopestyle beendete. Im selben Monat wurde sie bei den Snowboard-Weltmeisterschaften 2013 in Stoneham Zehnte im Slopestyle. Bei den Snowboard-Juniorenweltmeisterschaften 2014 in Chiesa in Valmalenco gewann sie die Bronzemedaille im Slopestyle. Im April 2014 siegte sie im Slopestyle beim Völkl World Rookie in Ischgl. Zu Beginn der Saison 2015/16 gewann sie im Slopestyle beim Pleasure Jam in Schladming. Bei den Winter-X-Games 2016 in Aspen wurde sie Sechste im Slopestyle. Im Februar 2016 erreichte sie mit dem neunten Platz im Big Air in Boston ihre erste Top-Zehn-Platzierung im Weltcup. Es folgten im Weltcup ein vierter Rang im Bokwang Phoenix Park in Pyeongchang und zweite Plätze beim Big Air in Québec und im Slopestyle in Špindlerův Mlýn. Nach Platz fünf im Slopestyle bei den Burton US Open Anfang März 2016, belegte sie bei den folgenden Snowboard-Weltmeisterschaften 2016 in Yabuli den siebten Platz im Big Air und den sechsten Rang im Slopestyle. Beim Spring Battle in Flachauwinkl wurde sie Zweite im Slopestyle und beendete die Saison auf dem fünften Platz im Slopestyle-Weltcup und jeweils auf dem dritten Rang im Freestyle-Weltcup und im Big Air-Weltcup. Nach Platz zwei im Slopestyle bei The Mile High in Perisher und beim Pleasure Jam in Schladming zu Beginn der Saison 2016/17, kam sie jeweils im Big Air im Weltcup in Alpensia auf den dritten Platz, in Copper Mountain auf den zweiten Platz und holte in Moskau ihren ersten Weltcupsieg. Sie belegte damit den vierten Platz im Freestyle-Weltcup und den zweiten Rang im Big Air Weltcup. Bei den Winter-X-Games 2017 in Aspen gewann sie die Bronzemedaille im Slopestyle. Zudem wurde sie dort Fünfte im Big Air. Im Februar 2017 gelang ihr beim Air & Style in Innsbruck und im November 2017 im Big Air beim Weltcup in Mailand der zweite Platz.
In der Saison 2019/20 gewann Ormerod mit drei dritten und zwei zweiten Plätzen, den Slopestyle-Weltcup. Zudem errang sie den vierten Platz im Big-Air-Weltcup und den zweiten Platz im Freestyleweltcup. Im folgenden Jahr belegte sie bei den Weltmeisterschaften den 12. Platz im Big Air und den 11. Rang im Slopestyle. In den folgenden Jahren kam sie bei den Snowboard-Weltmeisterschaften 2021 in Aspen auf den 12. Platz im Big Air sowie auf den 11. Rang im Slopestyle und bei den Olympischen Winterspielen 2022 in Peking auf den 25. Platz im Big Air sowie auf den 18. Rang im Slopestyle.

## Sportliche Erfolge

### Weltcupsiege
| Nr. | Datum          | Ort    | Disziplin |
| --- | -------------- | ------ | --------- |
| 1.  | 7. Januar 2017 | Moskau | Big Air   |